# Куталев, Гавриил Антонович
Гавриил Антонович Куталев (25 марта 1895,  с. Александровское, Орловская губерния, Российская империя — 1969, Москва, СССР) — советский военачальник, полковник (1938),  кандидат военных наук (1952).

## Биография
Родился 25 марта 1895 года в селе Александровское, ныне  деревня Александровка,  Ленинское сельское поселение,  Малоархангельский район, Орловская область, Россия. Русский.
В 1912 году окончил высшее начальное училище в городе Малоархангельск, а в октябре 1914 года — учительскую семинарию в городе Орёл и работал затем сельским учителем в селе Алексеевское Кокчетавского уезда Акмолинской области.

### Военная служба

#### Первая мировая война
В мае 1915 года мобилизован на военную службу и направлен рядовым в 33-й пехотный запасный полк в город Петропавловск Акмолинской области. Там же в марте 1916 году окончил учебную команду и служил младшим унтер-офицером. В мае «за оскорбление младшего офицера роты» был осужден полковым судом на месяц ареста. Отбыв наказание, с маршевым батальоном убыл на Юго-Западный фронт, где воевал командиром взвода в составе 67-го пехотного Тарутинского полка (последний чин — старший унтер-офицер). В декабре был демобилизован и убыл на учительскую работу в Сибирь. В пути в город Вятка заболел, после выздоровления остался там и работал секретарем в Вятском уездном комиссариате народного просвещения.

#### Гражданская война
15 мая 1918 года добровольно вступил в РККА и назначен командиром взвода в Вятский полк, а с сентября в том же полку командовал ротой. С января по март 1919 года служил командиром роты и батальона в 3-м полку Особой бригады 3-й армии Восточного фронта, а с сентября исполнял должность помощника командира 458-го стрелкового полка 51-й стрелковой дивизии. В составе этих частей воевал на Восточном фронте против адмирала А. В. Колчака. В апреле 1920 года направлен командиром батальона на 2-е Сибирские пехотные курсы, по желанию зачислен на них курсантом (на отделение командиров сибирских партизан). В ноябре 1920 года окончил их и назначен командиром батальона в 256-й стрелковый полк 29-й стрелковой дивизии в городе Колывань Томской губернии, а в мае 1921 года переведен на ту же должность в 257-й стрелковый полк этой же дивизии. В июле полк был расформирован и влился в 183-й стрелковый полк 21-й Пермской стрелковой дивизии, а  Куталев назначен в нем командиром роты.

#### Межвоенный период
В июне 1922 года переведен в штаб ЧОН Томской губернии, где исполнял должность помощника начальника и начальника оперативного отдела. С сентября командовал 5-м отдельным Кузнецким, с марта 1923 г. — 17-м отдельным Мариинским, с июля — 6-м отдельным Томским, с ноября — 8-м отдельным Иркутским батальонами особого назначения, с мая 1924 г. — 15-й отдельной Зиминской ротой особого назначения (г. Зима).
С октября 1925 года по август 1926 года находился на Сибирских повторных курсах усовершенствования начсостава РККА в городе Иркутск, после их окончания назначен командиром роты в 103-й стрелковый полк 35-й стрелковой дивизии СибВО. С ноября 1927 по июнь 1928 года проходил обучение на курсах усовершенствования по разведке при IV управлении Штаба РККА, после возвращения назначен пом. начальника 1-й части штаба прежней 35-й стрелковой дивизии. В этой должности участвовал в боях на КВЖД.
С ноября 1931 года был начальником 2-й (разведывательной)-части штаба 18-го стрелкового корпуса ОКДВА, с марта 1932 года — начальником 2-го отдела штаба Забайкальской группы войск, с июня — начальником 4-го отдела штаба 57-го особого стрелкового корпуса этой армии. В 1936 году окончил факультет заочного обучения Военной академии РККА им. М. В. Фрунзе. С июля 1936 года командовал отдельным разведывательным батальоном 78-й стрелковой дивизии СибВО, а с апреля 1938 года исполнял должность начальника АБТС дивизии. В октябре назначен помощником командира 71-й стрелковой дивизии в городе Кемерово, в сентябре 1939 года вступил в командование 102-й стрелковой дивизии. В марте 1940 года назначен начальником Канского военного пехотного училища, а в октябре убыл на учебу в Академию Генштаба РККА.

#### Великая Отечественная война
С началом  войны в июле 1941 года выпущен из академии и назначен командиром 230-й стрелковой дивизии ОдВО, формировавшейся в городе Днепропетровск. С 5 августа она в составе Резервной армии Южного фронта вела оборонительные бои по левому берегу Днепра северо-западнее Днепропетровска. По документам управления безвозвратных потерь, ошибочно, считался пропавшим без вести. С 20 августа по 10 октября 1941 года по ранению находился в эвакогоспитале, затем состоял в распоряжении ГУК НКО. 25 октября назначен командиром 17-й отдельной курсантской стрелковой бригады и в составе 20-й армии Западного фронта участвовал с ней в битве за Москву. С 7 февраля 1942 года командовал 331-й стрелковой дивизией этой же армии, находившейся в обороне северо-восточнее Гжатска. Со 2 марта дивизия перешла в подчинение 5-й армии и вела бои по очистке рощи западнее Андрейцево. При прорыве обороны немцев полковник  Куталев был контужен и до 13 июня находился в госпитале в Москве. После излечения назначен командиром 238-й стрелковой дивизии, формировавшейся в городе Арзамасе. С 26 августа она вошла в 10-ю резервную армию, затем по ж. д. переброшена под Можайск и с 9 сентября включена в 43-ю армию РВГК. С 23 сентября по 3 октября дивизия была переброшена под город Белый в 41-ю армию Калининского фронта, где сменила части 234-й стрелковой дивизии. С 27 октября по 16 декабря 1942 года  Куталев находился в госпитале № 1889 в городе Иваново (контузия), после выздоровления назначен начальником отдела боевой подготовки 5-й ударной армии Калининского фронта. В том же месяце переведен на должность начальника оперативного отдела штаба 3-й ударной армии, а с 8 февраля 1943 года допущен к командованию 32-й стрелковой дивизией. 8 июня был снят с должности и зачислен в резерв Калининского фронта, затем 29 июля назначен командиром 46-й отдельной стрелковой бригады МВО. С августа 1944 года и до конца войны  Куталев исполнял должность заместителя командира 20-й запасной стрелковой дивизии КВО.

#### Послевоенное время
После войны в декабре 1945 года направлен на преподавательскую работу в Военную академию им. М. В. Фрунзе, где исполнял должность преподавателя кафедры общей тактики, с октября 1946 года — старшего преподавателя по оперативно-тактической подготовке курсов усовершенствования командиров стрелковых дивизий при академии, с октября 1949 года — старшего преподавателя кафедры общей тактики, с июля 1951 года — кафедры тактики высших соединений. В 1952 году ему была присвоена ученая степень «кандидат военных наук».
6 декабря 1955 года полковник Куталев уволен в отставку.

## Награды
- орден Ленина (21.02.1945)[5]
- два ордена Красного Знамени (03.11.1944[5], 24.06.1948[5])
- медали, в том числе:
  - «За оборону Москвы»
  - «За победу над Германией в Великой Отечественной войне 1941—1945 гг.»